# Ruy de Sosa
Ruy de Sosa y León (1569 - 1633) era un hidalgo portugués, fue militar, conquistador y funcionario de gobierno de la Ciudad de Córdoba durante la conquista española en América.

## Biografía
Nació en el año 1569 en Lisboa, Portugal era hijo de García de Sosa y doña Isabel Núñez, contrajo matrimonio en la ciudad de Córdoba con Gregoria Peralta. El capitán Ruy de Sosa arribó a Córdoba desde el Perú enviado como conquistador y cabildante, fue nombrado alguacil mayor, procurador, mayordomo de la cofradía, y tesorero de ciudad.